# Marianne Brandt (cantante)
Marianne Brandt, nata Marie Bischof (Vienna, 12 settembre 1842 – Vienna, 9 luglio 1921), è stata un contralto austriaco.

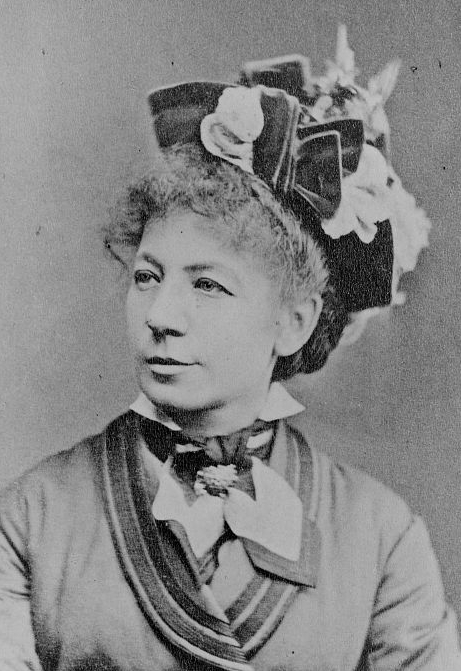
Marianne Brandt

Legata per molti anni alla Staatsoper Unter den Linden di Berlino, cantò anche in numerosi teatri in Europa e in America. Rinomata soprattutto come interprete wagneriana, grazie alla sua notevole estensione vocale poteva sostenere anche parti di soprano.

## Biografia
Dopo aver studiato canto nella sua città natale, si fece inizialmente notare nel ruolo di Rachele ne La Juive di Halévy nel 1867 a Olmütz. 
Nel 1868 venne ingaggiata dal Staatsoper Unter den Linden di Berlino per le parti di Fidès ne Il profeta di Meyerbeer e di Azucena ne Il trovatore di Verdi. 
A Berlino nel 1872 canta nella prima assoluta di Hermione di Max Bruch, nel 1875 Leah nella prima assoluta di Die Makkabäer di Anton Rubinstein diretta dal compositore con Lilli Lehmann e nel 1878 Praxedis nella prima assoluta di Ekkehard di Johann Joseph Abert con Lilli Lehmann.
Al teatro berlinese rimase legata fino al 1886 come primo contralto.
Negli anni 1869-1870 studiò a Baden-Baden presso Pauline Viardot-García. 
Dal 1872 al 1883 si esibì anche a Londra e a Vienna.
Nel 1873 debutta al Wiener Staatsoper come Selica ne L'africana seguita da Ortrud in Lohengrin (opera) e torna nel 1880 come Leonore in Fidelio e Sesto ne La clemenza di Tito e nel 1882 come Amneris in Aida, Rachel ne La Juive, Orfeo in Orfeo ed Euridice (Gluck) e Maffio Orsini in Lucrezia Borgia (opera).
Sempre nel 1882 è Brangäne in Tristan und Isolde con Hans Richter (direttore d'orchestra) al Drury Lane (teatro) e Kundry in Parsifal (opera) diretta da Hermann Levi al Festival di Bayreuth.
Nel 1883 a Vienna è Brünnhilde in Die Walküre ed Adriano in Rienzi.
Dal novembre 1884 riscosse un grande successo alla Metropolitan Opera di New York, dove debutta come Leonore in Fidelio diretta da Leopold Damrosch e cantò complessivamente per 189 volte in 18 ruoli diversi fino al 1888, sotto la direzione di Anton Seidl. 
Nei successivi quattro anni si esibì poi a Rotterdam, Monaco di Baviera, Mannheim, Kassel, Stoccarda, Karlsruhe, Francoforte sul Meno, Amburgo, Basilea, Graz, Brünn e Riga.
Nel 1890 fece ritorno a Vienna, dove lavorò come insegnante di canto, continuando a esibirsi in concerti.

## Repertorio
- Jacques Fromental Halévy
  - La Juive (Rachele, Olmütz, 1867)
- Giacomo Meyerbeer
  - Il profeta (Fidès, Berlino, 1868)
  - L'africana (Sélika, Vienna, 1873)
- Giuseppe Verdi
  - Il trovatore (Azucena, Berlino, 1868)
  - Aida (Amneris, New York)
  - Rigoletto (Maddalena)
- Ludwig van Beethoven
  - Fidelio (Leonore, Londra, Covent Garden, 1872, New York, 1884)
- Richard Wagner
  - Tristan und Isolde (Brangäne, Londra, Drury Lane Theatre, 1882, New York, 1886)
  - Rienzi (Adriano, New York, 1885)
  - Die Meistersinger von Nürnberg (Magdalene, New York, 1886)
  - Der Ring des Nibelungen (Fricka e Waltraute; Brünnhilde in Die Walküre, Vienna, 1883[1])
  - Lohengrin (Ortrud)
- Karl Goldmark
  - La regina di Saba (Astaroth, New York, 1885)
  - Merlin (Morgana)
- Carl Maria von Weber
  - Euryanthe (Eglantine, New York, 1887)
- Wolfgang Amadeus Mozart
  - Don Giovanni (Donna Elvira, New York)
- Charles Gounod
  - Faust (Siébel, New York)
- Gaspare Spontini
  - Olimpie (Statira)
- Robert Schumann
  - Genoveva (Margarethe)
- Anton Rubinstein
  - Nerone (Epicharis)
- Gioachino Rossini
  - Guglielmo Tell (Edvige)
- Gaetano Donizetti
  - Lucrezia Borgia (Maffio Orsini, Vienna, 1882)
  - La Favorite (Leonora)
- Christoph Willibald Gluck
  - Orfeo ed Euridice